# Simon Yates (Radsportler)
Simon Philip Yates (* 7. August 1992 in Bury) ist ein britischer Radrennfahrer. Er ist der Gesamtsieger des Giro d’Italia 2025 und der Vuelta a España 2018. Auch sein Zwillingsbruder Adam ist Radrennfahrer.

## Sportliche Karriere

### Frühe Jahre
Zunächst war Simon Yates vor allem auf der Bahn erfolgreich. 2010 wurde er im Velodromo Fassa Bortolo im italienischen Montichiari gemeinsam mit Daniel McLay Junioren-Weltmeister im Zweier-Mannschaftsfahren; in der Mannschaftsverfolgung errang er gemeinsam mit McLay, Sam Harrison und Owain Doull  die Silbermedaille. Beim Lauf des Bahnrad-Weltcups 2010/11 in Peking belegte er im Januar 2011 den dritten Platz in der Mannschaftsverfolgung (mit Mark Christian, Erick Rowsell und Andrew Fenn). 2012 wurde er nationaler Meister im Omnium und 2013 Weltmeister im Punktefahren in Minsk.
Auf der Straße bestritt Simon Yates seine ersten internationalen Rennen im Jahr 2009 in der Klasse der Junioren. Seinen ersten Sieg feierte er im Alter von 19 Jahren bei der Tour de l’Avenir 2011, bevor er seine ersten Straßenradsport-Weltmeisterschaften in der Klasse U23 bestritt. Im Jahr 2013 gewann er die Nachwuchswertung des An Post Ras, ehe er zwei Bergetappen der Tour de l’Avenir für sich entschied, die er auf dem 10. Gesamtrang beendete. Am Ende der Saison ging er für die britische Nationalmannschaft bei der Tour of Britain an den Start, wo er eine Etappe gewann und sich als Gesamtdritter die Nachwuchswertung sicherte.

### Profi-Vertrag bei Orica-GreenEdge
Für die Saison 2014 erhielt er einen Vertrag bei dem australischen UCI WorldTeam Orica-GreenEdge. Nachdem er als Gesamtsiebter die Nachwuchswertung der Slowenien-Rundfahrt für sich entschieden hatte, errang er Platz drei bei den britischen Straßenradmeisterschaften und ging im Anschluss bei der Tour de France 2014 an den Start. Im Vorfeld der 16. Etappe verließ er jedoch seine erste Grand Tour. Am Ende seiner ersten Profi-Saison gewann Simon Yates die Bergwertung der Tour of Alberta. Im Jahr 2015 zeigte der 22-jährige Brite bei den einwöchigen Rundfahrten auf und beendete mit der Baskenland-Rundfahrt, Tour de Romandie und dem Critérium du Dauphiné drei Etappenrennen der UCI WorldTour in den Top 10 der Gesamtwertung. Beim Critérium du Dauphiné konnte er zudem die Nachwuchswertung gewinnen und musste sich auf dem abschließenden Abschnitt nur dem Gesamtsieger Chris Froome geschlagen geben. Die Tour de France 2015 beendete er auf dem 89. Gesamtrang.
Am 12. März 2016 wurde Yates nach der sechsten Etappe von Paris–Nizza positiv auf das verbotene Mittel Terbutalin getestet. Sein Team Orica GreenEdge erklärte, der Fehler liege beim Teamarzt, der er versäumt habe, für Yates eine Ausnahmegenehmigung für dieses Asthmamittel zu beantragen. Er wurde wegen „unbeabsichtigten Dopings“ vier Monate gesperrt. Wegen der Sperre konnte er nicht die Tour de France 2016 bestreiten. Wenige Tage nach Ablauf der Dopingsperre feierte er beim spanischen Eintagesrennen Prueba Villafranca de Ordizia seinen ersten Sieg als Profi. Bei der anschließenden Vuelta a España 2016 gewann Yates die hügelige 6. Etappe nach einer Attacke, die er vier Kilometer vor dem Ziel lanciert hatte. In der Gesamtwertung der Spanien-Rundfahrt wurde er schlussendlich Sechster und fuhr somit erstmals in die Top 10 einer Grand Tour.

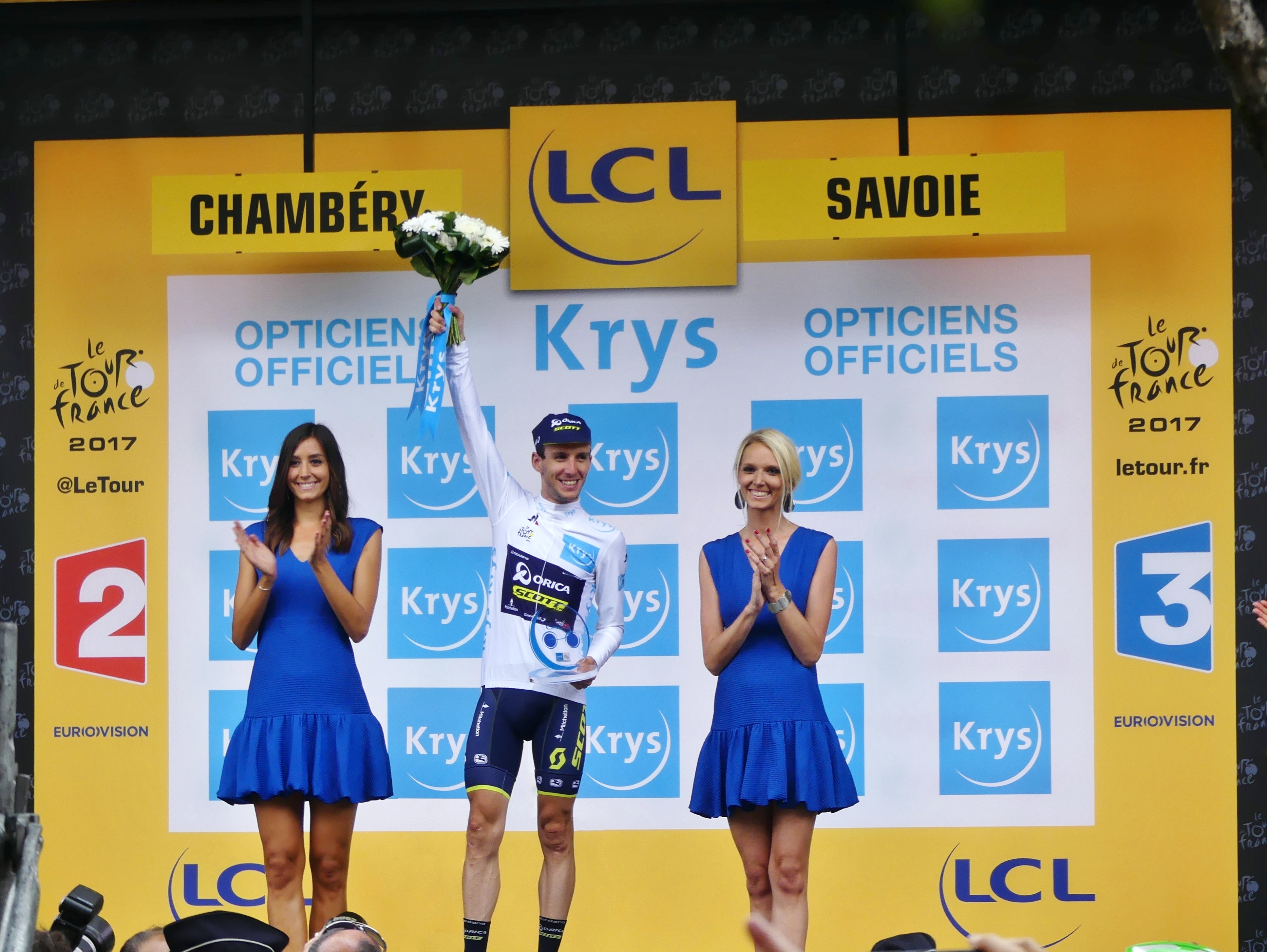
Simon Yates im Weißen Trikot des Führenden in der Nachwuchswertung bei der Tour de France 2017

Im Jahr 2017 konnte Simon Yates jeweils eine Etappe bei Paris–Nizza und der Tour de Romandie gewinnen, wobei er sich bei letzterer im Gesamtklassement nur dem Australier Richie Porte geschlagen geben musste. Weiters war er mit dem Gran Premio Miguel Induráin auch bei einem weiteren spanischen Eintagesrennen erfolgreich. Bei der Tour de France 2017 übernahm er auf der 5. Etappe die Führung in der Nachwuchswertung, die er bis zum Ende der Rundfahrt nicht mehr abgab und so ein Jahr nach seinem Zwillingsbruder Adam gewann. In der Gesamtwertung belegte Simon Yates bei seiner dritten Frankreich-Rundfahrt den siebten Gesamtrang.

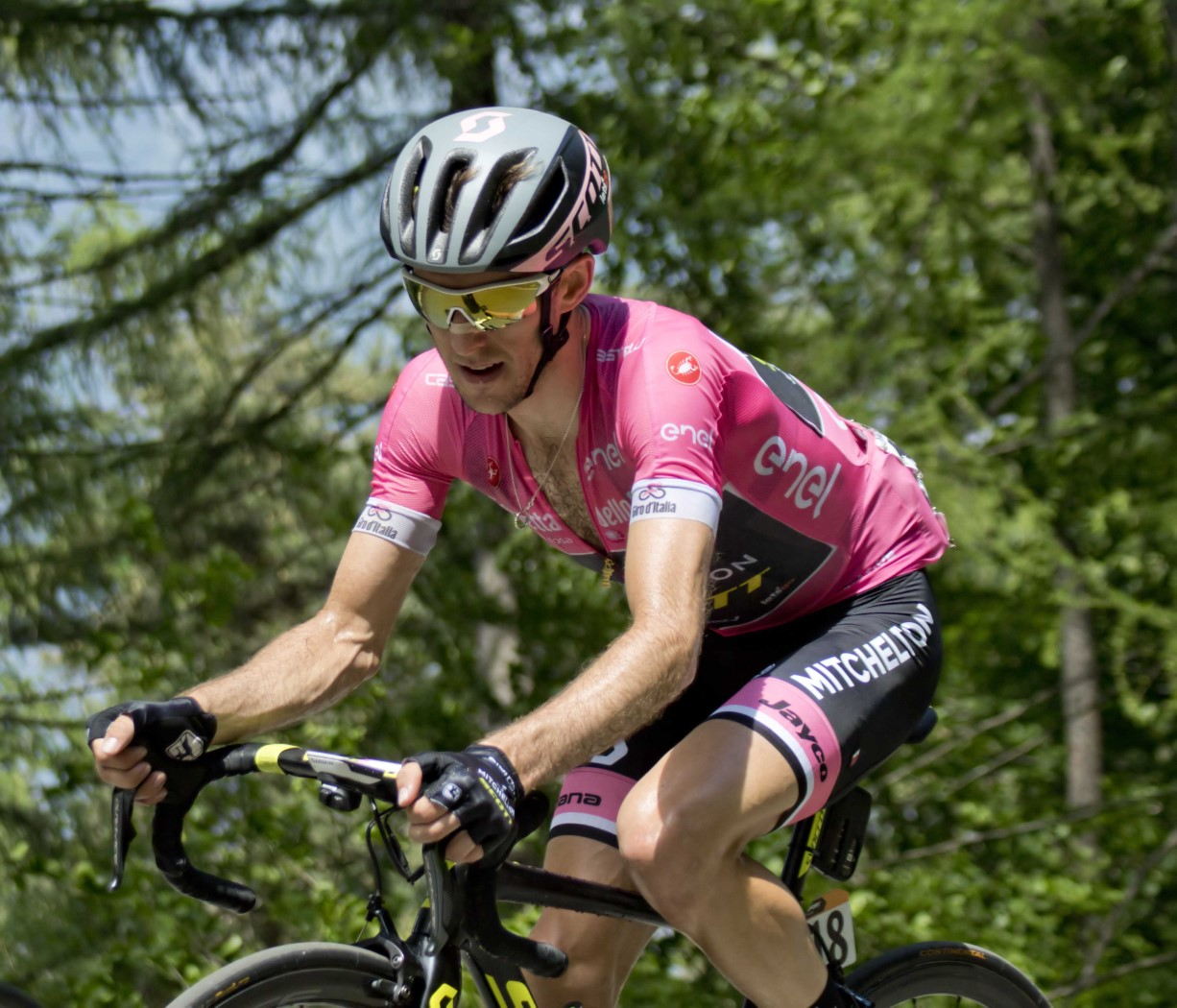
Yates im Rosa Trikot auf der 19. Etappe des Giro d’Italia 2018

Im Frühjahr der Saison 2018 war Simon Yates erneut bei Paris–Nizza erfolgreich und übernahm mit seinem Etappensieg bei der Bergankunft von La Colmiane die Gesamtführung. Auf dem abschließenden Abschnitt, der im hügligen Umland von Nizza ausgetragen wurde, verlor er jedoch eine halbe Minute auf den Spanier Marc Soler, dem er sich schließlich im Kampf um den Rundfahrtsieg um nur vier Sekunden geschlagen geben musste. Nachdem Yates die letzte Etappe der Katalonien-Rundfahrt gewonnen und diese als Gesamtvierter beendet hatte, ging er gemeinsam mit Esteban Chaves als Kapitän an den Start des Giro d’Italia 2018. Nach Platz sieben im Auftaktzeitfahren von Jerusalem, setzte er sich gemeinsam mit seinem Teamkollegen auf der 6. Etappe im Schlussanstieg des Ätna von den restlichen Fahrern ab und übernahm die Maglia Rosa. Im Anschluss gewann er drei Etappen und ging mit einem Vorsprung von rund zwei Minuten in die letzte Woche, in der er einbrach und auf der 19. Etappe 39 Minuten auf den Tagessieger und neuen Gesamtführenden Chris Froome verlor. Yates beendete die Italien-Rundfahrt letztendlich auf dem 21. Gesamtrang. Nach zweimonatiger Rennpause kehrte Simon Yates bei der Prueba Villafranca de Ordizia ins Fahrerfeld zurück, wo er hinter seinem Teamkollegen Robert Power den zweiten Platz belegte. In Vorbereitung auf die Spanien-Rundfahrt bestritt er die Polen-Rundfahrt, bei der er den abschließenden Abschnitt gewann und hinter Michał Kwiatkowski Gesamtzweiter wurde. Bei der Vuelta a España 2018 wählte Simon Yates anders als beim Giro d’Italia eine konservative Strategie. Nachdem er auf der bergigen 9. Etappe die Gesamtführung übernommen hatte, gab er sie auf der 12. Etappe an den Ausreißer Jesús Herrada ab, um sie zwei Tage später mit einem Sieg bei einer Bergankunft zu erobern. Er schonte sich anschließend für die letzten beiden Bergetappen in Andorra, bei denen er seinen Vorsprung ausbaute und erreichte Madrid als Gesamtsieger mit einem Vorsprung von rund zwei Minuten. Am Ende der Saison führte Simon Yates die Fahrer-Rangliste der UCI WorldTour an.

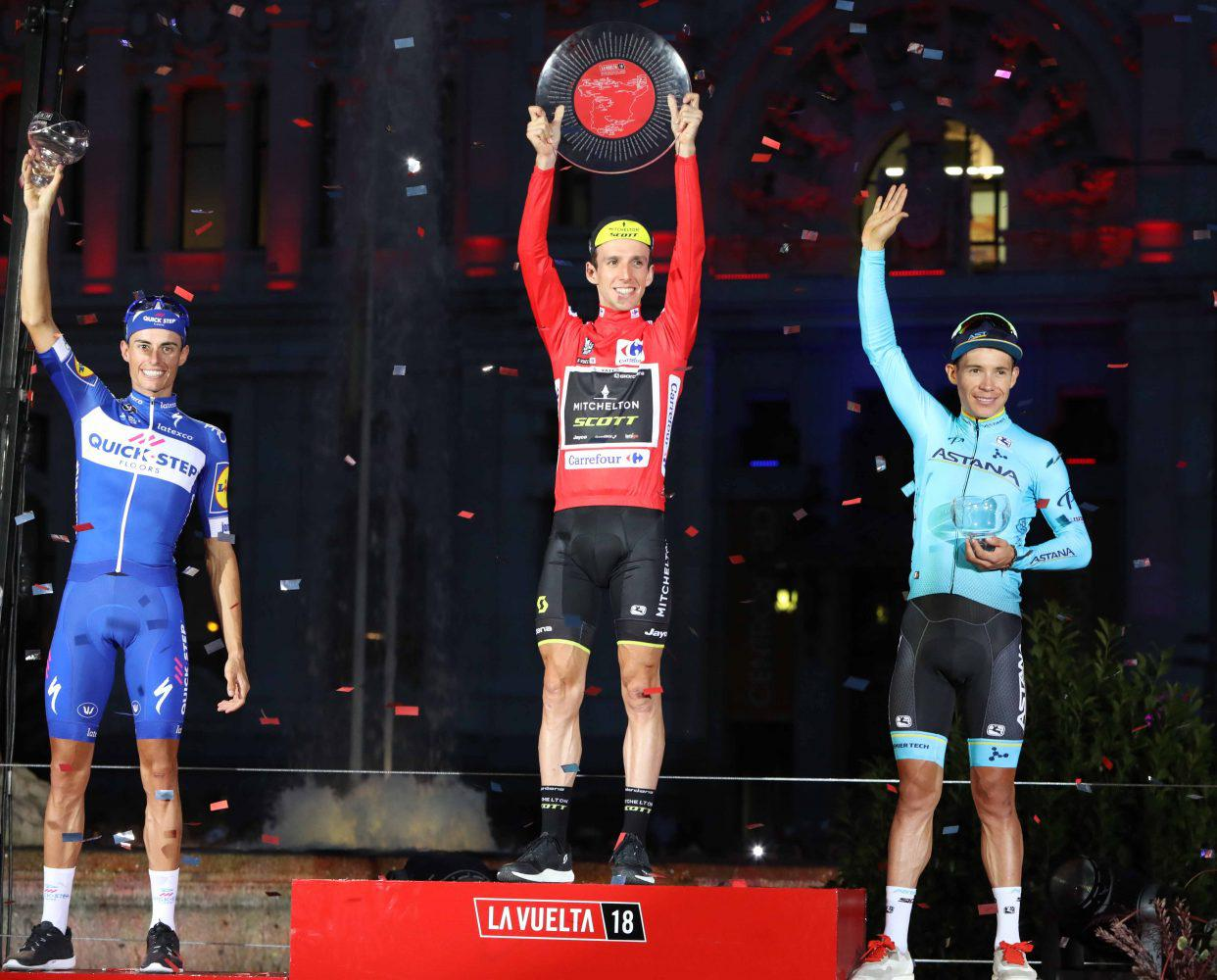
Yates gewinnt die Vuelta a España 2018

Im Jahr 2019 fokussierte sich der mittlerweile 26-jährige Brite erneut auf den Giro d’Italia. Im Frühjahr feierte er einen Etappensieg bei der Andalusien-Rundfahrt und gewann das Einzelzeitfahren der 5. Etappe von Paris–Nizza. Auch bei der Italien-Rundfahrt stellte Yates seine verbesserten Zeitfahrfähigkeiten unter Beweis und lag nach der 1. Etappe nur 19 Sekunden hinter dem Tagessieger Primož Roglič. Im weiteren Verlauf konnte er jedoch nicht an seine Leistungen des Vorjahres anschließen und beendete den Giro d’Italia als Gesamtachter. Bei der Tour de France 2019 gewann Simon Yates die 12. Etappe im Sprint der Ausreißergruppe vor Pello Bilbao und Gregor Mühlberger, sowie die 15. Etappe die mit einer Bergankunft nahe Foix zu Ende ging. In der Gesamtwertung spielte er als 49. jedoch keine Rolle.
In der Saison des Jahres 2020, die maßgeblich von der COVID-19-Pandemie beeinflusst wurde, bestritt Simon Yates seine ersten Rennen in Australien, ehe er im August Gesamtdritter der Polen-Rundfahrt wurde und im Vorfeld des Giro d’Italia eine Etappe und die Gesamtwertung von Tirreno–Adriatico für sich entschied. Bei der in den Oktober verschobenen Italien-Rundfahrt büßte er jedoch bereits auf der 3. Etappe viel Zeit ein und verließ die Rundfahrt nach einem positiven COVID-19-Test im Vorfeld der 8. Etappe.
Auch im nachfolgenden Jahr lag der Fokus von Yates auf dem Giro d’Italia, bei dem er nach seinem Gesamtsieg bei der Tour of the Alps ein weiteres Mal als Mitfavorit an den Start ging. Bei seiner vierten Italien-Rundfahrt präsentierte er sich als einer der besten Gesamtklassement-Fahrer und konnte sogar die 19. Etappe für sich entscheiden, die mit einer Bergankunft auf der Alpe di Mera zu Ende ging. Schlussendlich belegte Simon Yates hinter Egan Bernal und Damiano Caruso den dritten Gesamtrang und beendete die Italien-Rundfahrt somit erstmals auf dem Podium. Im Anschluss bestritt er die Tour de France 2021, die er jedoch nach einem Sturz auf der 13. Etappe aufgab. Am Ende der Saison ging er für die britische Nationalmannschaft bei den Olympischen Spielen von Tokio im Straßenrennen an den Start, das er als 17. beendete, ehe er bei seinem letzten Saisonrennen, der Kroatien-Rundfahrt, die Bergwertung gewann.
Im Frühjahr der Saison 2022 verpasste Yates den Gesamtsieg von Paris–Nizza um 29 Sekunden. Auf der letzten Etappe der Fernfahrt setzte er sich jedoch im Schlussanstieg vom gesamtführenden Primož Roglič ab und fuhr als Solist ins Ziel, das sich auf der Promenade des Anglais befand. Vor dem Giro d’Italia 2022 bestritt er die Asturien-Rundfahrt, bei der er zwei der drei Abschnitte gewinnen konnte. Bei der Italien-Rundfahrt feierte Simon Yates einen weiteren Etappensieg, als er das Zeitfahren der 2. Etappe für sich entschied und auf den zweiten Gesamtrang vorrückte. Ein weiteres Mal verlor er jedoch bei der ersten Bergankunft der Rundfahrt viel Zeit und fokussierte sich im Anschluss auf Etappensiege. Nachdem er auch die 14. Etappe mit Ziel in Turin gewonnen hatte, verließ er den Giro am 17. Etappentag. Nach einer längeren Rennpause bereitete sich Simon Yates auf die Spanien-Rundfahrt vor, die er Jahr 2018 gewonnen hatte. Zunächst feierte er seinen zweiten Sieg bei der Prueba Villafranca de Ordizia, ehe er eine Etappe und die Gesamtwertung der Vuelta a Castilla y León holte. Nach Platz sechs bei der Clásica San Sebastián ging er als Mitfavorit bei der Vuelta a España 2022 an den Start, die er jedoch auf Platz fünf liegend im Vorfeld der 11. Etappe aufgrund eines positiven COVID-19-Tests verließ.

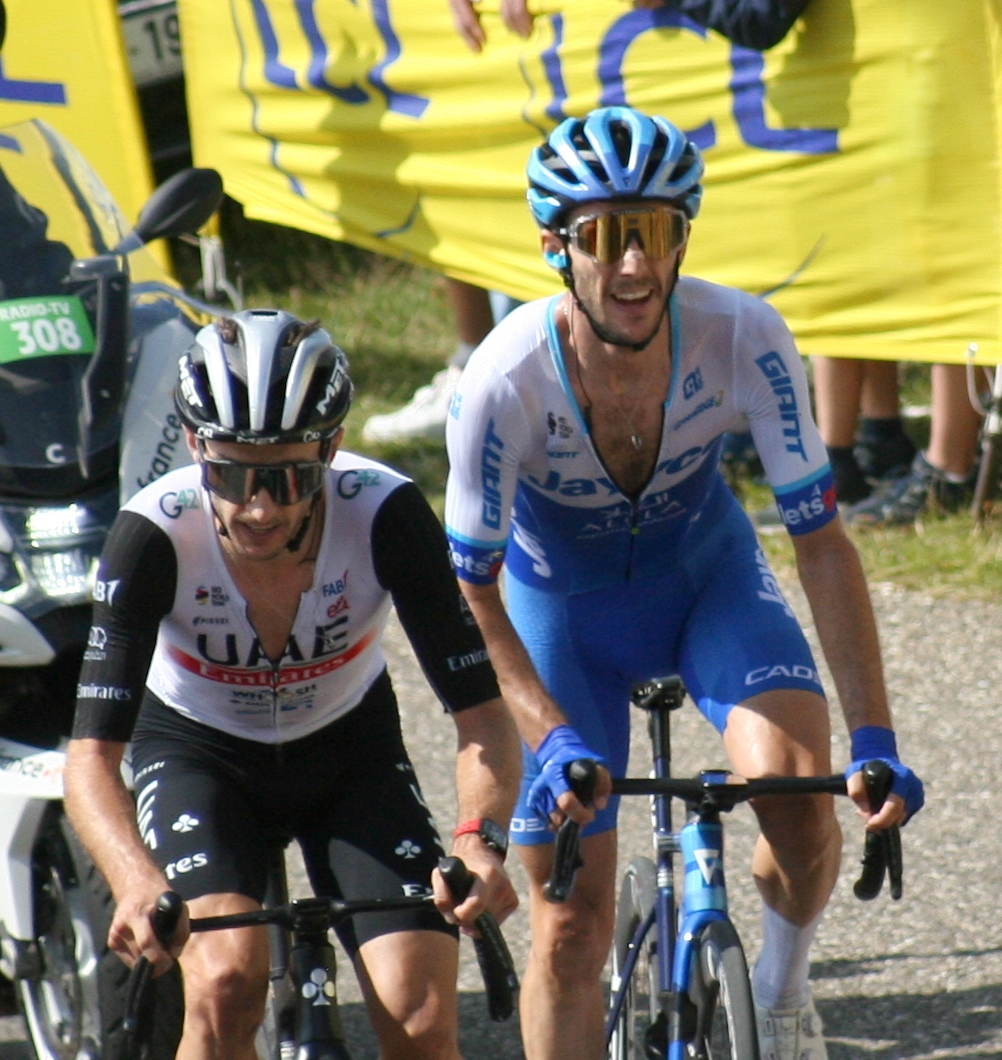
Simon Yates (rechts) und sein Zwillingsbruder Adam (links) bei der Tour de France 2023

Die Saison des Jahres 2023 begann Simon Yates mit dem einem Etappensieg und dem zweiten Gesamtrang bei der Tour Down Under. Nach Platz vier bei Paris–Nizza und Platz neun bei der Baskenland-Rundfahrt ging er bei der Tour de France an den Start, wo er hinter seinem Zwillingsbruder Adam Zweiter der Auftaktsetappe wurde. Mit dem vierten Gesamtrang fuhr er seine bis dato beste Platzierung bei der Frankreich-Rundfahrt ein. Am Ende der Saison bestritt Simon Yates mehrere Eintagesrennen und wurde Dritter des Giro dell’Emilia, ehe er mit Rang fünf bei der Lombardei-Rundfahrt erstmals ein Monument des Radsports in den Top 10 beendete.
Im Jahr 2024 gewann er die abschließende Etappe der Alula Tour und sicherte sich zugleich die Gesamtwertung der Rundfahrt. Bei der Tour de France belegte er den zwölften Gesamtrang, wobei er sich aus einer Ausreißergruppe auf der 17. Etappe nur dem Ecuadorianer Richard Carapaz geschlagen geben musste. Am 2. August wurde der Wechsel des Briten zum niederländischen Team Visma-Lease a Bike bekanntgeben. Nach zehn Jahren wechselte er somit erstmals seinen Arbeitgeber.

### Giro-d’Italia-Sieg für Visma-Lease a Bike
Bereits im Januar gab Simon Yates den Giro d’Italia als Saisonziel aus, wo er auf seinen Zwillingsbruder Adam treffen würde, der als Co-Leader des UAE Team Emirates-XRG vorgesehen war. Im Vorfeld der Italien-Rundfahrt absolvierte er mit Tirreno–Adriatico und der Katalonien-Rundfahrt nur zwei Etappenrennen, bei denen er mit dem 14. bzw. 9. Gesamtrang nur bedingt überzeugen konnte. Beim Giro d’Italia ging er dennoch als Kapitän für das Gesamtklassement an den Start, wobei seine Mannschaft auch um den Sprinter Olav Kooij und den Klassiker-Spezialisten Wout van Aert aufgebaut wurde. Nachdem er sich in der ersten Woche schadlos gehalten hatte, schob sich Simon Yates im Einzelzeitfahren der 10. Etappe auf den 4. Gesamtrang, wobei sein Rückstand gegenüber dem Gesamtführenden Isaac Del Toro etwas mehr als eine Minute betrug. Auf der 14. Etappe, die von Stürzen zahlreicher Gesamtklassement-Fahrer geprägt war, rückte er auf den zweiten Rang vor und war somit der erste Verfolger des weiterhin führenden Mexikaners. Zu Beginn der dritten und letzten Woche stand schließlich die erste Bergankunft in den Alpen auf dem Programm, wobei sich Simon Yates als einer der stärksten Fahrer präsentierte. So distanzierte er zwar Isaac Del Toro, verlor jedoch Zeit gegenüber Richard Carapaz, der nun auf den dritten Gesamtrang vorrückte. Das Trio war zu diesem Zeitpunkt nur durch rund eine halbe Minute getrennt. Auf den nachfolgenden Etappen erwiesen sich Isaac Del Toro und Richard Carapaz jedoch als deutlich explosiver, wodurch Simon Yates auf den dritten Gesamtrang abrutschte und nach der 19. Etappe einen Rückstand von einer Minute und 21 Sekunden aufwies. Die Entscheidung im Kampf um den Gesamtsieg fiel jedoch auf der letzten Alpen-Etappe, die über den Colle delle Finestre nach Sestriere führte. Nach einer frühen Selektion durch Richard Carapaz, griff Simon Yates bereits 40 Kilometer vor dem Ziel im Anstieg des Colle delle Finestre an, auf dem er sieben Jahre zuvor eingebrochen war und die Gesamtführung verloren hatte. Während der Brite ein gleichmäßiges Tempo anschlug und eine kleine Lücke herausfahren konnte, versuchte Richard Carapaz den gesamtführenden Isaac Del Toro mit mehreren Tempoverschärfungen zu distanzieren, was ihm jedoch nicht gelang. Aufgrund von taktischen Spielchen der Konkurrenten konnte sich Simon Yates nun weiter absetzen und erreichte die Passhöhe mit einem Vorsprung von rund eineinhalb Minuten. In der Abfahrt schloss er zu seinem Teamkollegen Wout van Aert auf, der Teil der Ausreißergruppe gewesen war und nun den Großteil der Tempoarbeit auf dem Weg nach Sestriere übernahm. Während sich Richard Carapaz und Isaac Del Toro weiter beäugten, baute Simon Yates seinen Vorsprung weiter aus und übernahm schließlich das Rosa Trikot mit einem Vorsprung von fast vier Minuten. Tags drauf fixierte er im Alter von 32 Jahren seinen Gesamtsieg.

## Erfolge

### Bahn
2010
- Weltmeister – Madison (Junioren) mit Daniel McLay
- Weltmeisterschaft – Mannschaftsverfolgung (Junioren) mit Owain Doull, Sam Harrison und Daniel McLay
- Britischer Meister – Madison (Junioren) mit Adam Yates

2012
- Britischer Meister – Mannschaftsverfolgung mit Owain Doull, Sam Harrison und Alistair Slater
- Britischer Meister – Madison mit Mark Christian

2013
- Weltmeister – Punktefahren

### Straße
2011
- eine Etappe Tour de l’Avenir

2013
- Britischer Meister – Straßenrennen (U23)
- zwei Etappen Tour de l’Avenir
- eine Etappe Tour of Britain

2016
- Prueba Villafranca de Ordizia
- eine Etappe Vuelta a España

2017
- eine Etappe Paris-Nizza
- GP Miguel Indurain
- eine Etappe Tour de Romandie
- Nachwuchswertung Tour de France

2018
- eine Etappe Paris-Nizza
- eine Etappe Katalonien-Rundfahrt
- drei Etappen Giro d’Italia
- eine Etappe Polen-Rundfahrt
- Gesamtwertung, eine Etappe und  Kombinationswertung Vuelta a España
- Gesamtwertung – UCI WorldTour

2019
- eine Etappe und Bergwertung Andalusien-Rundfahrt
- eine Etappe Paris-Nizza
- zwei Etappen Tour de France

2020
- Gesamtwertung und eine Etappe Tirreno-Adriatico

2021
- Gesamtwertung und eine Etappe Tour of the Alps
- eine Etappe Giro d’Italia

2022
- eine Etappe Paris–Nizza
- zwei Etappen Asturien-Rundfahrt

- zwei Etappen Giro d’Italia
- Prueba Villafranca de Ordizia
- Gesamtwertung und eine Etappe Vuelta a Castilla y León

2023
- eine Etappe Tour Down Under

2024
- Gesamtwertung und eine Etappe Alula Tour

2025
- Gesamtwertung Giro d’Italia
- eine Etappe Tour de France

## Grand-Tour-Platzierungen
| Grand Tour            | 2014 | 2015 | 2016 | 2017 | 2018 | 2019 | 2020 | 2021 | 2022 | 2023 | 2024 | 2025 |
| --------------------- | ---- | ---- | ---- | ---- | ---- | ---- | ---- | ---- | ---- | ---- | ---- | ---- |
| Giro d’ItaliaGiro     | –    | –    | –    | –    | 21   | 8    | DNF  | 3    | DNF  | –    | –    | 1    |
| Tour de FranceTour    | DNF  | 89   | –    | 7    | –    | 49   | –    | DNF  | –    | 4    | 12   | 15   |
| Vuelta a EspañaVuelta | –    | –    | 6    | 44   | 1    | –    | –    | –    | DNF  | –    | –    |      |